# Бельгард-Сент-Мари
Бельга́рд-Сент-Мари́ (фр. Bellegarde-Sainte-Marie, окс. Bèragarda e Senta Maria) — коммуна во Франции, находится в регионе Юг — Пиренеи. Департамент — Верхняя Гаронна. Входит в состав кантона Кадур. Округ коммуны — Тулуза.
Код INSEE коммуны — 31061.

## География
Коммуна расположена приблизительно в 590 км к югу от Парижа, в 28 км к западу от Тулузы.

## Климат
Климат умеренно-океанический. Зима мягкая и снежная, весна характеризуется сильными дождями и грозами, лето сухое и жаркое, осень солнечная. Преобладают сильные юго-восточные и северо-западные ветры.

## Население
Население коммуны на 2010 год составляло 205 человек.
| 1962 | 1968 | 1975 | 1982 | 1990 | 1999 | 2010 |
| ---- | ---- | ---- | ---- | ---- | ---- | ---- |
| 186  | 140  | 158  | 145  | 162  | 176  | 205  |

## Экономика
В 2010 году среди 131 человек трудоспособного возраста (15—64 лет) 88 были экономически активными, 43 — неактивными (показатель активности — 67,2 %, в 1999 году было 83,8 %). Из 88 активных жителей работали 80 человек (47 мужчин и 33 женщины), безработных было 8 (2 мужчин и 6 женщин). Среди 43 неактивных 14 человек были учениками или студентами, 9 — пенсионерами, 20 были неактивными по другим причинам.

## Достопримечательности
- Аббатство Сент-Мари-дю-Дезер[фр.] (1852 год)[4]
- Церковь Св. Варфоломея

## Фотогалерея

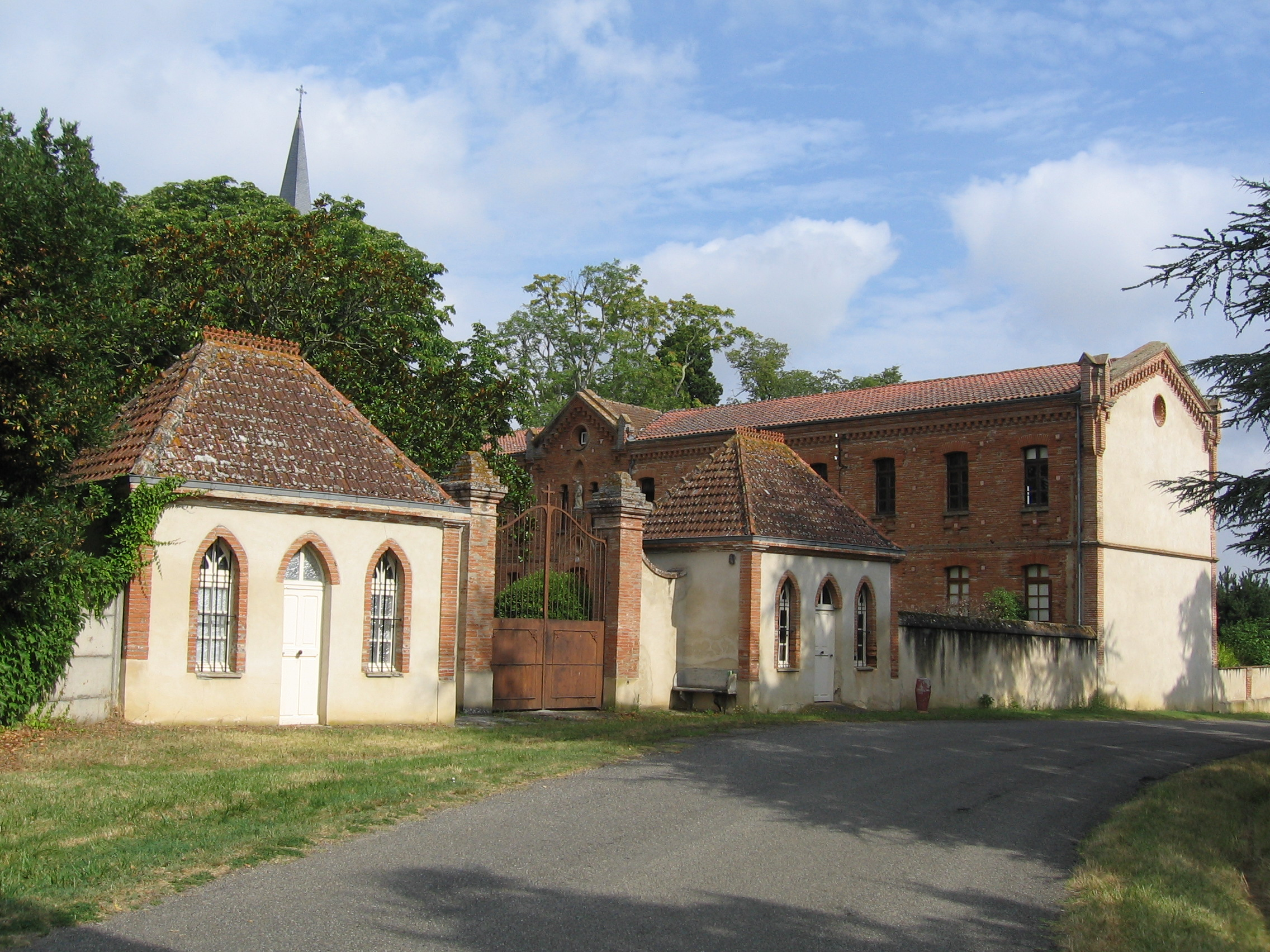
Аббатство Сент-Мари-дю-Дезер
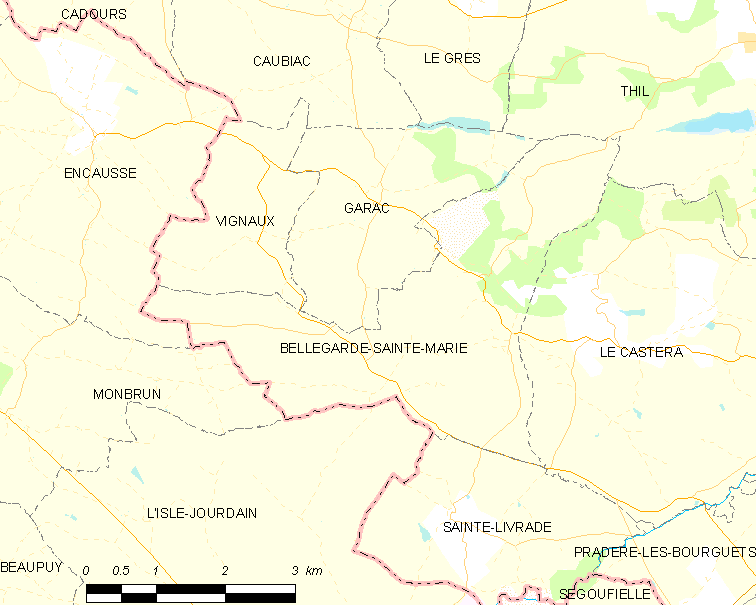
Карта коммуны